# Малі Брусниці
Малі Брусниці (словен. Male Brusnice) — поселення в общині Ново Место, регіон Південно-Східна Словенія, Словенія.